# Pont Pumarejo
Le pont Alberto Pumarejo est un pont sur le fleuve Magdalena à Barranquilla et Sitionuevo, en Colombie, qui relie la ville à l'est du pays depuis le 20 décembre 2019.
Il remplace l'ancien pont Laureano Gómez, qui a rempli cette tâche entre 1974 et 2019, mais dans lequel un pont avec une hauteur de passage de seulement 16 m a été choisi pour des raisons de coût, qui a rapidement critiqué comme un obstacle à la navigation sur le Río Magdalena  était.  Les deux voies ne faisaient plus justice à l'augmentation du trafic.  Puisque le pont approchait de la fin de sa durée de vie prévue, la décision a été prise en 2006 pour le nouveau bâtiment beaucoup plus grand,.

## Contexte
Afin de pallier le trafic trop dense que subit le pont Laureano Gómez et  permettre à la ville de Barranquilla d'être plus compétitive au niveau du commerce extérieur, un nouveau projet de pont est envisagé. Une étude, menée pendant deux ans dès 2012 et qui a couté 11 000 millions de pesos, a ainsi pu donner des informations sur les conditions détaillées de l'œuvre et définir que les travaux dureraient quatre ans. Le coût du nouveau pont est évalué entre 430 000 et 700 000 millions de pesos. Il ferait 15 à 45 mètres de hauteur en plus, ce qui permettrait le passage des petits et moyens navires de 10 000 à 15 000 tonnes. Le pont Laureano Gómez serait ensuite détruit, cette opération ayant un coût estimé de 20 000 millions de pesos.

## Description
Le nouveau bâtiment, à quelques mètres au sud du pont précédent, a commencé en 2012 et a été achevé à la mi-décembre 2019.  Cette fois, le pont Puente Alberto Pumarejo a été nommé d'après l'ancien politicien régional Alberto Mario Pumarejo Vengoechea.  Le bâtiment de 2 250 m est le plus long pont routier de Colombie.  Avec ses allées de près de 990 m de long, il a une longueur totale de 3237 m.  Il s'agit d'un pont à haubans d'une portée de 380 m et d'une largeur de 38,10 m, divisé en six voies et pistes cyclables latérales.  Les haubans disposés dans l'axe central sont attachés à deux poteaux de pylône qui sont également dans l'axe central.  La hauteur sous barrot de 45 m permettra le passage de cargos de grande taille dès que des parties de l'ancien pont seront démolies.
Le projet augmentera le passage central des navires jusqu'à 15 000 tonnes à 45 m, ce qui augmentera la capacité commerciale du port et améliorera la compétitivité du pays.  De plus, les navires de plus grande taille peuvent entrer dans les ports intérieurs via la rivière Magdalena dans la zone métropolitaine de Barranquilla.
Après l'inauguration du nouveau bâtiment, l'ancien pont a été fermé à la circulation.  Il est discuté s'il sera démoli complètement ou partiellement restera comme une attraction touristique.